# Serpentin
Serpentini (iz latinskega serpens, kača) so zelenkasti, rjavkasti ali pegasti minerali, ki se običajno najdejo v serpentinitskih kamninah. Minerali tvorijo serpentinsko podskupino mineralov, ki je del kaolinitsko-serpentinske skupine. So so vir magnezija, azbesta ali se uporabljajo kot okrasni kamen.
V serpentinsko podskupino spadajo hidriranih megnezijevi železovi vlaknati silikati s kemijsko formulo ((Mg, Fe)3Si2O5(OH)4). Nastali so z nizkotemperaturnim preperevanjem ali metamorfizmom mineralov v ultramafičnih kamninah. Razen osnovnih elementov lahko vsebujejo tudi druge elemente, vključno s kromom, manganom, kobaltom ali nikljem. V mineralogiji in gemologiji lahko izraz serpentin pomeni katero koli od dvajset različic, ki spadajo v serpentinsko skupino. Različic se zaradi primesi ne da vedno natančno opredeliti. 
Minerali iz serpentinske skupine so polimorfni, se pravi da kristalizirajo v več kot eni kristalni strukturi. Najpomembnejši polimorfi so antigorit, krizotil in lizardit. Krizolit ima vlaknat habit in je eden od najpomemnejših azbestnih mineralov. Drugi polimorfi imajo lahko ploščičast habit. Takšna sta na primer lizardit in antigorit. Veliko serpentinov se uporablja v draguljarstvu in umetniškem rezbarstvu, včasih pod imenom lažni ali tetonski žad.

## Opis
Olivno zelena barva in gladek ali luskast videz mineralov so bili osnova za njegovo latinsko ime serpentinus, kar pomeni kačja kamnina. Serpentini nastajajo z metamorfnimi petvorbami  peridotita in piroksena. Serpentini lahko tudi psevdomorfno nadomestijo druge magnezijeve silikate. Pretvorbe so včasih nepopolne, zato se fizikalne lastnosti serpentinov močno razlikujejo. Na Zemljini površini, kjer prevladujejo serpentiniti, je v zemlji nenavadno veliko gline.
Antigorit je polimorf serpentina, ki najpogosteje nastaja med metamorfizmom vlažnih ultramafičnih kamnin in je stabilen pri najvišjih temperaturah – v globinah okoli 60 km do 600 °C. Lizardit in krizotil v nasproju z njim nastajata običajno v bližini Zemljine površine in se razgradita pri relativno nizkih temperaturah, verjetno precej pod 400 °C. 
Vzorci oceanske skorje in najvišjih delov Zemljinega plašča kažejo, da so tamkajšnje ultramafične kamnine bogate s serpentinom. Antigorit vsebuje približno 13 % vode, zato lahko igra v podrivnih conah pomembno vlogo pri transportu vode v Zemljino globino in v kasnejšem sproščanju vode pri tvorjenju magm v otoških lokih. Nekaj vode se lahko odnese tudi v večje globine. 
Zemlje, nastale iz serpentina, so zaradi visokih vsebnosti niklja, kroma in kobalta strupene za mnoge rastline. Rast rastlin zavira tudi nizka raven kalija in fosforja ter nizko razmerje kalcija/magnezija. Flora na takšni zemlji je na splošno zelo skromna in značilna, s specializiranimi, počasi rastočimi vrstami. Območja s serpentinsko zemljo v sicer gozdnatih območjih so porasla samo z grmovjem in redkimi majhnimi drevesi. Ta območja se imenujejo serpentinske pustinje.
Večina serpentinov je neprozorna do prosojna, ima majhno gostoto (2,2-2,9 g/cm3), mehka (trdota 2,5-4), netaljiva in dovzetna za kisline. Vsi si mikrokristalni, imajo masiven habit in ne tvorijo monokristalov. Lesk je lahko steklast, masten ali svilen. Barve so v razponu od bele do sive, rumene do zelene in rjave do črne in so pogosto umazane ali žilnate. Pogosto so preraščeni z drugimi minerali, kot sta kalcit in dolomit. Največja nahajališča serpentinov so v Novi Kaledoniji, Kanadi (Quebec), ZDA (Severna Kalifornija, Rhode Island, Connecticut, Massachusetts, Maryland in južna Pensilvanija), Afganistanu, Veliki Britaniji (Cornwall), Irski, Grčiji (Tesalija), Uralu, Franciji, Koreji, Avstriji (Štajerska in Koroška), Indiji (Assam in Manipur), Mjanmarju, Novi Zelandiji, Norveški in Italiji.
Serpentini se v industriji uporabljajo na primer za železniške predstikalne naprave, gradbene materiale in toplotne in električne izolatorje (krizotilni azbesti). Azbest, ki se sprosti v zrak, je navaren za zdravje. 
Bolj privlačni in trajni različki serpentina, vsi so antigoriti, ze na široko uporabljajo v draguljarstvu in umetniškem rezbarstvu. Mesto Bherain v indijski zvezni državi Punjab, je več stoletij slovelo po obdelavi relativno čistega serpentina iz afganistanskih rudnikov. Iz njega so izdelovali različne okrasne predmete, čaše in okrasne ročaje mečev in bodal. Ruda z visoko vsebnostjo serpentina se je imenovala  sang-i-yashm   - lažni žad.  Ruda se je zlahka obdelovala in polirala in dobila prijeten masten otip. Manj kakovostne serpentinske rude z različno trdoto so z barvanjem pretvorili v imitacijo žada. Ponaredki so imeli pogosto zavajajoča imena, na primer sužujski žad, štajerski žad in novi žad.
Serpentinit iz Nove Kaledonije je zelo bogat z nikljem. Maori z Nove Zelandije so v preteklosti izdelovali čudovite izdelke iz lokalnega serpentina. Imenovali so jih tangiwai – solze.
Rimski lapis atracius, zdaj znan kot  verde antique ali verde antico, je serpentinitska breča in priljubljen okrasni kamen. V klasičnem obdobju se je lomil v Kasambali (Tesalija, Grčija). Na veliko se uporabljajo tudi drugi serpentinitski marmorji: green connemara ali irski zeleni marmor iz Connemare, Irska in številnih drugih virov, in rdeči marmor rosso di Levanto iz Italije. Marmor je uporaben samo v zaprtih prostorih, ker serpentiniti niso odporni na vreme.

## Antigorit
Lameliran antigorit se pojavlja v čvrstih nagubanih masah. Barva je običajno temno zelena, lahko je tudi rumenkasta, siva, rjava ali črna. Sijaj je masten, trdota pa 3,5-4. Monoklinski kristali imajo sljudasto razkolnost in se težko talijo. Antigorit je dobil ime po tipski lokaciji Valle Antigorio na meji med Italijo in Švico.
Bovenit je posebo trd serpentin (trdota 5,5) svetlo do temno jabolčno zelene barve. V njem so pogosto svetlejši oblačni vzorci in temnejše žile. Uporablja se predvsem za izdelavo okrasnih predmetov in nakita. Rumeni bovenit se pogosto imenuje retinalit. 
Viljamsit je ameriški lokalni različek antigorita. Je oljnato zelene barve, pogosto s črnimi kristali kromita ali magnetita. Po videzu je podoben finemu žadu. Viljamsit se običajno brusi v kabošone in perle. Večina njadišč je v Marylandu in Pensilvaniji.
Gimnit je amorfna oblika antigorita.<ref>Gymnite: Gymnite mineral information and data. www.mindat.org. Pridobljeno 4. aprila  2018.<ref> Odkrili so ga v Marylandu, ZDA. Ime je izpeljano iz grškega izraza gymnos, ki pomeni slečen ali gol.

## Galerija
- Krizotilni azbest
- Lizardit z  magnezitom in  hematitom
- Krizotilni azbest iz serpentiniziranega dolomita
- Zöbliški serpentinit s polirano prednjo stranjo
- Skulptura iz serpentinita; Bernstein, Burgenland
- Podstavek s stekleničkami iz zelenega serpentina; 17. stoletje
- Srebrno oko